# Thu Minh
Vũ Thu Minh (sinh ngày 22 tháng 9 năm 1977), thường được biết đến với nghệ danh Thu Minh, là một nữ ca sĩ người Việt Nam. Được mệnh danh là "nữ hoàng nhạc dance" của nền âm nhạc Việt Nam, cô từng được đề cử 7 lần tại giải Cống hiến và giành một giải Mnet Asian Music Awards.
Thu Minh nổi lên vào đầu thập niên 2000 và sở hữu quãng giọng dài 4 quãng tám với chất giọng nữ cao trữ tình sáng mảnh (Light Lirico Soprano). Thu Minh cũng là một nghệ sĩ tích cực tham gia các chiến dịch như ủng hộ cộng đồng LGBT tại Việt Nam, lên tiếng về vấn đề bảo vệ tê giác, dự án âm nhạc chống nạn ấu dâm.

## Tiểu sử và sự nghiệp

### 1977–2000: Những năm thiếu thời và khởi đầu sự nghiệp
Thu Minh tên đầy đủ là Vũ Thu Minh, sinh ngày 22 tháng 9 năm 1977 tại Hà Nội. Bố của Thu Minh nguyên quán ở Hà Đông. Thu Minh là con gái út của một gia đình năm người không có ai theo ngành nghệ thuật gồm có cô, bố, mẹ, một chị gái và một anh trai. Năm lên 5 tuổi, gia đình Thu Minh chuyển đến định cư tại một khu nhà chung cư trên đường Ngô Quyền, Quận 5, Thành phố Hồ Chí Minh.
Chị gái cô hiện đã lập gia đình sống tại Mỹ, còn anh chị dâu sống cùng cha mẹ tại Thành phố Hồ Chí Minh. Theo một số nguồn tin báo chí đăng tải cha của Thu Minh là nghệ sĩ Hoàng Quân, tuy nhiên, thông tin trên là sai lệch bởi theo video clip phỏng vấn trực tiếp ông bởi YanTV năm 2010, ông cũng xác nhận cả gia đình trừ Thu Minh không ai liên quan đến nghệ thuật và tên ông là Vũ Ngọc Kim. Vì sinh vào một buổi sáng mùa thu tại Hà Nội, cha cô quyết định đặt tên con gái út là Thu Minh với hi vọng cô con gái sở hữu một nét đẹp như "vẻ đẹp trong ngần đầy êm dịu của buổi sáng mùa thu Hà Nội".
Thu Minh từng tham gia sinh hoạt âm nhạc tại Nhà Thiếu nhi Quận 5 và các cuộc thi nhỏ khi còn ngồi trên ghế nhà trường. Sau khi tốt nghiệp cấp 2, cô theo học múa ba lê chuyên nghiệp hệ 6 năm tại Trường múa Tp.HCM.
Năm 15 tuổi, Thu Minh tình cờ bắt gặp băng rôn của cuộc thi do đài Truyền hình Thành phố Hồ Chí Minh tổ chức, cô không tiết lộ với gia đình và tự đăng ký thi. Tuy nhiên, khi lọt vào đến vòng chung kết thì cô bị loại do Ban Giám khảo cuộc thi phát hiện ra cô chưa đủ tuổi tham dự cuộc thi theo thể chế của Ban Tổ chức. Thu Minh đã khóc hết nước mắt nhưng được sự động viên và khích lệ từ cha, cô tiếp tục tập luyện và trở lại cuộc thi năm 16 tuổi. Bất ngờ, Thu Minh trở thành thí sinh nhỏ tuổi nhất tham gia Tiếng hát Truyền hình Thành phố Hồ Chí Minh và đoạt giải Nhất với hai ca khúc có số điểm cao nhất là Bóng cây Kơ-nia và Tình ca cho em. Đây là một bước đệm quan trọng đầu tiên cho sự nghiệp của cô và lập tức thu hút được sự chú ý của dư luận với giọng hát khỏe và cao vút khi thể hiện hoàn hảo ca khúc gạo cội Bóng cây Kơ-nia năm 1993. Gần 20 năm sau, bài hát Tình ca cho em mới được tiết lộ là một nhạc phẩm của cố nhạc sĩ Nguyễn Nam viết tặng riêng cho cô học trò Thu Minh trước khi đi thi chương trình này. Trong lễ tang và lễ tưởng niệm (trên sóng truyền hình) về vị cố nhạc sĩ này, Thu Minh mở đầu chương trình bằng việc dành những lời tưởng nhớ và tri ân chân thành, sâu sắc tới người thầy đầu tiên dẫn dắt cô trong sự nghiệp âm nhạc của mình và hát lại các ca khúc của ông, trong đó có ca khúc trên.
Mặc dù có được chiếc vé thông hành hoàn hảo và được giới chuyên môn đánh giá cao, những bước đường dài bình lặng sau đó không khỏi khiến nhiều người từng đặt cô vào vị trí "những ngôi sao không bao giờ tỏa sáng". Ngay cả khi Thu Minh là cái tên đại diện cho sự chăm chỉ và chịu khó với sức mạnh của đam mê, nhiệt huyết và lạc quan trên con đường của mình trong làng nghệ sĩ thì với khán giả hình ảnh Thu Minh vẫn chưa thực sự tỏa sáng với tài năng tiềm ẩn.
Tâm sự về bước đường bình lặng, Thu Minh cho rằng cô không tiếc nuối và thậm chí tự hào về sự nghiệp "cứ từ từ, chậm mà chắc" của mình. Mặc dù nhạc sĩ Hoài Sa lúc đó dư sức giúp Thu Minh hòa âm phối khí cho CD, Thu Minh tâm sự rằng vào thời điểm đó, cô thật sự không nghĩ đến việc ra đĩa CD âm nhạc để nổi tiếng. Cô chỉ đi hát vì muốn hát và muốn kiếm đủ tiền trang trải cho ba mẹ xây được căn nhà. Cô tập trung nhận show tại phòng trà, vũ trường vì thu nhập ổn định và dồi dào hơn đi diễn trên sân khấu. Khi hoàn thành được ước mơ của xây nhà cho ba mẹ, Thu Minh mới quyết định sản xuất và phát hành album. Đó là lý do cô hầu như không tham gia vào thị trường âm nhạc sôi nổi bấy giờ.
Thời kì thập niên 90 tại Việt Nam, Thu Minh thường xuất hiện bên các ca khúc nhạc đỏ, nhạc tiền chiến và nhạc nhẹ truyền thống. Ca khúc tân nhạc Việt cô đã và đang thể hiện được nhiều khán giả yêu thích hiện nay bao gồm "Ngàn thu áo tím" của nhạc sĩ Hoàng Trọng, "Bóng cây Kơ-nia" của nhạc sĩ Phan Huỳnh Điểu, "Giọt mưa thu" của nhạc sĩ Đặng Thế Phong, "Thuyền viễn xứ" của nhạc sĩ Phạm Duy, "Thời hoa đỏ" của nhà thơ Thanh Tùng. Ngoài ra các ca khúc nước ngoài lời Việt cũng được cô thể hiện thành công như "Hội mùa hoa Domino" từng được phát lại nhiều lần trên sóng truyền hình VTV.
Năm 2000, Thu Minh còn song ca với nhạc sĩ nổi danh Trần Tiến một trong những sáng tác được yêu thích nhất của ông, "Cô bé vô tư", trong liveshow riêng của ông mang tên "Ngẫu hứng Trần Tiến".
Trong suốt thời kì này (trước 2001), âm nhạc của Thu Minh khá đa dạng, cô thậm chí thường xuyên thể hiện các ca khúc nhạc Âu-Mỹ bằng tiếng Anh của các diva thế giới hơn nhiều ca sĩ Việt Nam cùng thời tại các tụ điểm âm nhạc, phòng trà, vũ trường và từ đây, cô đã rút ra nhiều kinh nghiệm và tự rèn giũa để tạo nên phong cách và kĩ thuật cho bản thân.

### 2001–05: Thành công vượt bậc vớiƯớc mơ,Lời cuối,Nếu nhưvàTình em
Sau thời gian dài bình lặng, Thu Minh chỉ thực sự thu hút sự chú ý của công chúng qua ca khúc hit "Nhớ anh" của nhạc sĩ Kỳ Phương trong album đầu tay "Ước mơ" năm 2001. Album Vol 2 "Lời cuối", Vol 3 "Nếu Như", Vol 4 "Tình Em" lần lượt ra đời. Nhưng phải đến năm 2004, liveshow riêng đầu tiên mới ra đời trong chương trình Giai Điệu Bạn Bè do HTV tổ chức.
Gần 6 năm sau kể từ ngày ca khúc "Nhớ Anh" thành công, các ca khúc hit tiếp theo mới được phát hành. Đánh dấu năm 2005, Thu Minh mới bước những bước đầu tiên sang thể loại nhạc dance đem sự thành công của album "Thiên Đàng" hợp tác cùng nhạc sĩ Võ Thiện Thanh đến cả công chúng và giới nghệ thuật. Liveshow cùng tên diễn ra tại nhà hát TP Hồ Chí Minh năm 2006 do chính cô tự dàn dựng và tổ chức đã mang lại thành công và nổi tiếng như một minh chứng cho hình ảnh của người nghệ sĩ chân chính đi lên từ thực lực và giọng hát. Album Thiên đàng là một bước ngoặt lớn trong sự nghiệp âm nhạc của cô, mang đến hai ca khúc tiêu biểu và có độ phủ sóng rộng lớn là "Bóng mây qua thềm" và "Chuông gió". Năm 2005, album này cũng mang lại cho Thu Minh một đề cử ở giải Cống Hiến. Năm 2007, Thu Minh cũng chia sẻ mong muốn rằng nhạc dance sẽ giúp cô vừa được sống với đam mê, vừa được khán giả đón nhận lại vừa ổn định tài chính.
Thể loại nhạc sở trường và cá tính âm nhạc thứ hai của cô là ballad. Thu Minh từng cover nhiều bản nhạc ballad và nhạc soul nước ngoài bất hủ của các ca sĩ nổi tiếng như Celine Dion, Mariah Carey, Whitney Houston và nhiều ca sĩ lớn khác. Điều này không xa lạ với công chúng Việt Nam yêu nhạc quốc tế từ thập niên 90 ở Việt Nam như "All by Myself", "Saving All My Love for You", "The Reason", "Queen of the Night", "It's All Coming Back to Me Now","Feeling Good", "Ave Maria" bản của Schubert đều được cô thể hiện rất thành công.
Trong nhiều ca sĩ lớn quốc tế, Thu Minh chịu nhiều ảnh hưởng lớn nhất từ Whitney Houston khi hình tượng Whitney đôi khi phảng phất đâu đó trong phong cách biểu diễn, thần thái lẫn kỹ thuật hát của cô đặc biệt với những nhạc phẩm tiếng Anh cover gồm "I Will Always Love You", "Saving All My Love for You" hay "Queen of the Night". Chia sẻ suy nghĩ về thần tượng Whitney Houston, Thu Minh đã dành những tình cảm lớn cho giọng ca của Diva quá cố này. "Quả thực Whitney sở hữu giọng ca trời phú hiếm có trên đời: vừa trầm ấm lại vừa cao. Riêng Whitney Houston, cô không chỉ có khả năng hát vừa phải, dễ nghe mà còn biết phiêu với những kỹ thuật lắt léo rất khó hát, thể hiện rõ đẳng cấp của mình. Whitney hội tụ tất cả những yếu tố tuyệt vời để trở thành diva của thế giới. Giọng cô đầy nội lực và năng lượng, khi thì véo von, khi lại cao ấm và lúc nào cũng đầy đặn, tràn trề âm thanh khỏe. Tôi tin rằng cô có một cấu trúc vòm họng, thanh quản và dây thanh đới hoàn hảo dành cho âm nhạc. Tôi cảm thấy giọng hát của cô lộng lẫy như một viên kim cương quý giá."
Sở hữu chất giọng cao và đầy nội lực soprano C, ở những quãng trầm xuống giọng, Thu Minh thể hiện không đặc sắc. Sau thời gian nỗ lực học hỏi từ các ca sĩ quốc tế và đặc biệt là Whitney Houston, cô dần khắc phục được nhược điểm này. Cô luôn quan niệm rằng "sự nổi tiếng không phải là điều làm mình hạnh phúc nhất, nhưng nghệ thuật cần sự khác biệt và độc đáo" nên cô "luôn cố gắng trao dồi và rèn luyện được cho mình một phong cách, một giọng hát, lối xử lý kỹ thuật của riêng Thu Minh". Thu Minh cũng từng thành thật rằng sự "cần kiệm", và sự "ngay thẳng, khó tính, cầu toàn" trong âm nhạc của mình được thừa hưởng từ mẹ là một điều tốt trong công việc vì nó giúp mang đến cho khán giả những sản phẩm ưng ý nhất, bất chấp thời gian thực hiện bao lâu như album "Body Language" tốn 2 năm để hoàn thành. Đó là những lý do mà năm 2007, Thu Minh quyết định dành thời gian du học Mỹ tại trường đại học âm nhạc Berklee College of Music, thành phố Boston, bang Massachusetts. Ban đầu Thu Minh rủ Đức Tuấn sau vì anh bận nên đã kéo Đoan Trang đi học cùng. Quãng thời gian này giúp Thu Minh cải thiện rõ rệt khả năng tiếng Anh cùng kĩ thuật âm nhạc. Cô chia sẻ ban đầu chỉ có thể giao tiếp thông thường nhưng sau khi học vốn từ chuyên môn tiếng Anh của mình đã vững vàng.

### Bước ngoặt với nhạc Pop Dance
13 năm sau khi bước chân vào làng nhạc Việt, Thu Minh đột ngột có những sự thay đổi táo bạo và phong cách của cô được định hình rõ rệt đậm chất nhạc dance-pop hơn cả. Album Ruby - Giác Quan Thứ Sáu và Body Language là hai sản phẩm nổi bật thời kì này. Hội đồng nghệ thuật của Album Vàng đánh giá album Ruby - Giác Quan Thứ Sáu của Thu Minh là một album đáng nghe. Đây là sản phẩm âm nhạc nhất quán từ màu sắc âm nhạc tới nội dung, và hình ảnh cùng toát lên sự hiện đại và chuyên nghiệp. Sự kết hợp mới mẻ của Thu Minh và Minh Khang đã tạo sắc màu lạ lẫm và mới mẻ cho album. Với Body Language, album được xem là "giàu tính tiết tấu, trẻ trung, "hiện đại, văn minh", nội dung đa số là đề tài xã hội, giai điệu mới mẻ nhưng gần gũi" xuất hiện như "làn gió mới, đóng góp thiết thực vào sự phát triển của nhạc dance tại Việt Nam". Album được đề cử cho hạng mục Ca sĩ của năm ở giải Cống Hiến
Hóa thân trong dòng nhạc Dance, phong cách và giọng hát của cô trở nên quyến rũ, gợi cảm và mạnh mẽ hơn với khẳng định "Sexy là thương hiệu của tôi" . Phong cách mới này mang lại nhiều ý kiến trái chiều từ công chúng. Một số khán giả phản đối sự đổi mới trong phong cách âm nhạc của cô, nhưng không ít khán giả đồng tình và ủng hộ sự đột phá của cô đã mang lại sự đa màu sắc và một tư duy sáng tạo tiên phong trong phong cách âm nhạc. Về sự thay đổi này, cô chia sẻ trong chương trình Leo&U của kênh YanTV, sự thay đổi này bắt nguồn từ sự thay đổi thái độ có phần cực đoan ban đầu với nghề nghiệp. Cô mong muốn chia sẻ và mang âm nhạc của mình đến gần hơn với thị hiếu của công chúng. Ở dòng nhạc này, với độ dạn dày trong kinh nghiệm và giọng hát soprano C đầy nội lực, cô thực sự là người đi tiên phong cho một phong cách nhạc dance chuyên nghiệp qua lối hát mạnh mẽ, kỹ thuật và đầy cảm xúc thăng hoa. Mặc dù không hài lòng với sự thay đổi phong cách và cá tính của cô, phần đông khán giả vẫn tâm phục Thu Minh về giọng hát kĩ thuật và chuyên môn.
Ngoài ca hát, Thu Minh còn tham gia múa và diễn xuất. Năm 2005, Thu Minh thể hiện vai cô Liễu trong vở cải lương "Lan và Điệp" trên sân khấu và nhận được sự chào đón nồng nhiệt từ khán giả .

### Tham gia chương trình truyền hình thực tế
Năm 2011, Thu Minh tham gia chương trình Bước Nhảy Hoàn Vũ 2011 và đoạt cúp vàng cho ngôi vị Nữ hoàng Khiêu Vũ. Khán giả được dịp biết đến một Thu Minh không chỉ có giọng hát tốt mà còn có những bước nhảy đẹp tinh tế và kĩ thuật điêu luyện. Với Thu Minh, cô đã chứng tỏ nỗ lực đầy nhiệt huyết và quyết tâm của mình trong quá trình luyện tập. Mặc dù được khán giả đánh giá cao từ đầu cho ngôi vị vô địch vì có nhiều lợi thế với nghề múa trước đó, Thu Minh chia sẻ ưu điểm này là khuyết điểm của cô vì ballet và dancesports ngược nhau về kĩ thuật đứng cũng như khi di chuyển chân nên cô phải học lại từ đầu và chỉnh sửa rất nhiều.
Sau Bước nhảy Hoàn vũ 2011, Thu Minh đã bị "hẫng hụt một thời gian dài". Tâm sự của Thu Minh khiến nhiều khán giả và đồng nghiệp trong giới nghệ thuật đồng cảm trước những nỗ lực quyết liệt trong từng hoạt động nghệ thuật của cô, ở bất kì loại hình nghệ thuật nào, cô ca sĩ gốc Bắc này luôn dấn thân vào thử thách và cố gắng hết mình thể hiện tốt vai trò khi giám khảo Khánh Thi cũng nhận xét Thu Minh là thí sinh ít chiêu trò nhằm lấp liếm lỗi trong kĩ thuật nhảy, thay vào đó cô chú trọng kĩ thuật và mạnh dạn thử sức nhằm hướng tới phong cách nhảy của vũ công chuyên nghiệp trong phần thi.
Năm 2012, Thu Minh chính thức tham gia Giọng hát Việt (mùa 1) với tư cách huấn luyện viên - giám khảo. Cô được nhiều giọng ca sáng giá lựa chọn do vậy qua các đêm ở vòng thi giấu mặt tới thời điểm này, đội của Thu Minh vẫn đang được đánh giá cao cho ngôi vị quán quân năm nay. Chương trình đã cho thấy thêm một khía cạnh của Thu Minh với tài năng chuyên môn, sự nhạy cảm, phong cách tự nhiên, chân thành, dí dỏm nhưng không kém phần quyết liệt và khéo léo. Với sự đầu tư kĩ lưỡng từ địa điểm tập cao cấp - tòa lâu đài của Khải Silk, việc chọn người hỗ trợ ưu tú là nhạc sĩ Nguyễn Hải Phong và diva Hồng Nhung tới việc tận tình đem tất cả thí sinh đi biểu diễn và trực tiếp hướng dẫn, đội của Thu Minh được cho là sẽ hứa hẹn nhiều điều bất ngờ và thú vị cho những đêm thi.
Ngày 13 tháng 1 năm 2013, Hương Tràm (thí sinh top 4 Giọng hát Việt thuộc đội Thu Minh) đã chính thức đăng quang quán quân Giọng hát Việt mùa đầu tiên sau màn biểu diễn với hỗ trợ xuất sắc của Thu Minh trong việc lựa chọn bài thông minh và cách dàn dựng bài hát công phu, tinh tế và sắc sảo.
Mặc dù khán giả không thực sự hài lòng với khâu công khai số lượng bình chọn minh bạch của Giọng hát Việt, tuy nhiên, hầu hết khán giả đều nhận định chiến thắng của Hương Tràm hoàn toàn thuyết phục và đề cao vai trò của Thu Minh trong chiến thắng này. Sau chiến thắng tại Giọng hát Việt, nhiều người dành tặng Thu Minh mỹ từ "Người đàn bà cao tay" để bày tỏ sự khâm phục đến tài năng huấn luyện, chuyên môn âm nhạc, sự thông minh và sắc sảo đến vị nữ huấn luyện viên này. Nhiều khán giả và các nghệ sĩ ở trường quay (Nathan Lee, Trấn Thành,...) không ngừng phấn khích và cổ vũ nhiệt tình các tiết mục của Hương Tràm dưới bàn tay huấn luyện và lên ý tưởng công phu của Thu Minh. Với "Trên đỉnh Phù Vân", cách xây dựng bài hát mới mẻ và sắc bén đã giúp Hương Tràm có phần trình diễn được coi là điểm sáng nhất của đêm chung kết và được cho là đã thoát khỏi chiếc bóng lâu năm trong phiên bản của diva Mỹ Linh một cách ngoạn mục. Ở ca khúc thứ hai - "Queen of the Night" - Thu Minh đã chứng tỏ một cách nhìn gợi mở, sáng tạo, thú vị và thông minh khi đưa toàn bộ một dàn đồng ca lên sân khấu, trong đó có 13 thí sinh của đội cô đã ra đi trước đó, lên sân khấu hát bè làm nền cho hình tượng "tiểu diva" Hương Tràm. Đồng thời, hành động này cũng phần nào thể hiện hình ảnh đẹp về sự đoàn kết và chiến thắng tập thể của đội Thu Minh. Về điểm này Thu Minh thực sự đã làm được hơn cả sự chiến thắng của cá nhân Hương Tràm. Nhiều khán giả xúc động và ấn tượng khi chứng kiến huấn luyện viên Thu Minh đích thân đứng vai nhạc trưởng chỉ huy dàn hợp xướng chuyên nghiệp và nhiệt tình. Ở ca khúc thứ ba, dù thể hiện ca khúc gắn liền tên tuổi của mình cùng Hương Tràm trên sân khấu, khán giả một lần nữa chứng kiến cách xử lý thông minh của huấn luyện viên này trong việc tiết chế để tạo ra những điểm sáng và cơ hội cho thí sinh của mình với ca khúc hit "Đường Cong".
Điều khiến nhiều khán giả thực sự nuối tiếc là ngay chiều tối hôm 14 tháng 1 năm 2013, Thu Minh đã chính thức lên sân bay sang châu Âu định cư một thời gian để toàn tâm toàn ý lo cho gia đình nhỏ của mình. Cô cũng khẳng định sẽ rời ghế huấn luyện viên vào mùa tới. Nếu có huấn luyện viên khác tin tưởng, cô vẫn sẵn sàng trong vai trò cố vấn vì trước mắt, cô không thể có mặt thường xuyên tại Việt Nam. Ngoài ra, nếu ban tổ chức có nhã ý, Thu Minh sẽ trở lại ghế huấn luyện viên vào những mùa sau.

### Liveshow "Dấu Ấn"- nay
Ngày 26 tháng 7 năm 2013, Thu Minh tổ chức họp báo công bố sự ra mắt của 2 singles mới nhất là "Hot" và "Where did we go wrong", và tổ chức lễ ký tặng đĩa cho những người hâm mộ có mặt tại địa điểm họp báo. "Hot" là ca khúc electro dance của nhạc sĩ Dada và John Myers - người từng được đề cử Grammy hạng mục "best engineering" cho sản phẩm Yeah của Usher và Ludacris - cùng thực hiện tại Mỹ. "Where did we go wrong" là sự kết hợp của Thu Minh và Thanh Bùi. Dấu ấn của Thanh Bùi đậm đặc, từ lối hát đến cách hòa âm và Thu Minh, bên cạnh sự hòa hợp tuyệt vời vẫn chứng tỏ được chỗ đứng riêng của một giọng hát cao vút, sắc sảo, vừa ngọt ngào vừa quyến rũ trong giai điệu R&B sôi động. Đồng thời, Thu Minh cũng chính thức thông báo về liveshow cá nhân mang tên Dấu Ấn - Thu Minh được tổ chức vào ngày 3 tháng 8 năm 2013. Cùng thời điểm, Thu Minh được lọt top 10 trong danh sách đề cử của MTV Vietnam các nghệ sĩ đi tranh giải hạng mục Best Worldwide Act tại MTV EMA 2013 tại Hà Lan. Mặc dù không giành danh hiệu quán quân bình chọn của đề cử Việt Nam và khiến nhiều người cảm thấy luyến tiếc, Thu Minh vẫn đứng hạng 4 về lượt bình chọn khi công bố kết quả chung cuộc MTV Vietnam.
Ngày 3 tháng 8 năm 2013, liveshow cá nhân Dấu Ấn của Thu Minh chính thức được diễn ra tại Nhà thi đấu Nguyễn Du, TP Hồ Chí Minh được truyền hình trực tiếp trên sóng đài truyền hình trung ương thành phố VTV9 và một số thành phố lớn khác như Hà Nội đã diễn ra thành công tốt đẹp, để lại nhiều ấn tượng tích cực trong lòng nhiều khán giả của cô. Liveshow cá nhân của cô thuộc chuỗi chương trình "Dấu ấn" tổ chức liveshow cho các nghệ sĩ hàng đầu Việt Nam - có nhiều đóng góp cho sự phát triển âm nhạc nước nhà và có sức ảnh hưởng lớn đến khán giả với sân khấu rộng 300m2, cùng 60m2 màn hình led. Thu Minh là ca sĩ đầu tiên nhận được lời mời. Toàn bộ đèn laser có trong TP HCM (>44 cây) sẽ được dùng để dàn dựng cho tiết mục "Hot" để tạo nên không gian ba chiều, biến toàn bộ sân khấu thành một vũ trường nhạc dance cùng vũ đoàn. Ngoài ra chương trình sẽ mời Phạm Hồng Minh - Vietnam Got Talent mùa 2 - vẽ tặng nhân vật chính bức ký họa chân dung theo cách thể hiện đặc biệt ngay trên sân khấu. Một góc của chương trình dành để trưng bày những kỷ vật vô giá gắn liền với những cột mốc đáng nhớ trong sự nghiệp cũng như trong cuộc sống của nghệ sĩ Thu Minh. Nhiều người đánh giá sau liveshow rằng "bước đi âm thầm, có khi bật khóc vì mình không được như người ta, nhưng chính Thu Minh của hôm nay đã cho thấy mọi giấc mơ đều có thể trở thành sự thật nếu chúng ta hành động" và sự đóng góp nghệ thuật một cách chân chính phản ánh chân thực trong liveshow đã khiến "khán giả đã ở lại đến phút cuối cùng".
Với liveshow, Thu Minh đã đem đến những bất ngờ về màu sắc âm nhạc vô cùng đa dạng, tập trung vào âm nhạc, giọng hát và cảm xúc, không chiêu trò. Mở đầu với "Bóng cây Kơnia", phút ngẫu hứng giữa Thu Minh và Mỹ Linh, với saxphone Trần Mạnh Tuấn, với nhạc phẩm "Giọt mưa thu" hay cao trào hơn với "All by myself" và các ca khúc hit đã làm cho sân khấu bùng nổ với nhiều cung bậc cảm xúc tạo thành một trong những đêm "liveshow khó quên nhất trong showbiz Việt". Thu Minh hát liên tục suốt chương trình khoảng hơn 20 bài với chỉ vài phút thay trang phục hay chia sẻ ngắn. Nhiều khán giả đã bày tỏ sự bất ngờ, sự ngưỡng mộ, khâm phục lớn tới giọng hát đầy nội lực và tình yêu ca hát mạnh mẽ của cô. Đây có lẽ chính là thành quả của 20 năm gian nan và kiên trì theo đuổi mà khán giả mong đợi và chứng kiến.
Sau Liveshow ấn tượng, Thu Minh về Hà Lan và một số nước châu Âu cùng chồng sau đó trở về Việt Nam chóng vánh để quay lại Mỹ cho show diễn mới tại San Jose. Trong thời điểm này, ca khúc "Cứ thế mà đi" đánh dấu sự hợp tác chung của Thu Minh và Thanh Bùi cho phần nhạc phim Âm mưu giày gót nhọn sắp ra mắt đã có những phút khởi đầu hứa hẹn sẽ là ca khúc thú vị và hấp dẫn.
Cuối tháng 5 năm 2015 khi đang ngồi ghế nóng cuộc thi Vietnam Idol 2015 nữ giám khảo đã tạm rời vị trí để sinh con trai đầu lòng. Sau 3 tuần sinh con, nữ giám khảo đã quay trở lại vị trí của mình với tinh thần rất thoải mái, sẵn sàng và một vóc dáng gọn gàng đầy bất ngờ.

### Nhạc phim và quảng cáo
Khoảng năm 2003, ca khúc mang tên "Phút yêu đầu" ("The first moment") nằm trong album Lời cuối ra đời. Ca khúc này được nhiều bạn trẻ yêu thích sau khi xuất hiện trong một quảng cáo sữa Yomost dịp lễ tình nhân Valentine. Ca khúc này cũng được Thu Minh thể hiện cả bản tiếng Anh và tiếng việt. Nhiều bạn trẻ cho rằng bản tiếng Anh "The first moment" lan truyển rộng rãi trên mạng là của ca sĩ Martina McBride. Tuy nhiên, thông tin trên là sai lệch vì trong toàn bộ sự nghiệp ca nhạc và các album, Martina chưa từng thể hiện ca khúc nào mang tên "The first moment", đồng thời, hầu hết các đường dẫn ghi tựa đề Martina McBride bên cạnh bài hát này bắt nguồn từ Việt Nam.
Ngày 12 tháng 11 năm 2012, Thu Minh giới thiệu bản demo của single mang tên "Yêu Mình Anh" trên facebook của cô. Ca khúc này là ca khúc chính trong bộ phim Mùa hè lạnh (Cold Summer) công chiếu vào cuối năm 2012. Đồng thời, đây cũng là tác phẩm đầu tay tại Việt Nam của nhà sản xuất có nghệ danh DADA – người có bề dày kinh nghiệm sản xuất nhạc phim lâu năm tại Singapore và Mỹ. Nhà sản xuất bày tỏ ấn tượng rất lớn với giọng hát và kĩ thuật của cô nên đã quyết định thay đổi cấu trúc và toàn bộ tinh thần bài hát sau hai giờ thu âm đầu tiên.
Ngày 17/9/2013, ca khúc "Cứ thế mà đi" chính thức được ra mắt đăng tải trên Zing. Ca khúc do Thanh Bùi sáng tác, và cũng là nhạc phim chính của "Âm Mưu Giày Gót Nhọn". Sau một số ca khúc cộng tác cùng nhau, Thu Minh và Thanh Bùi luôn là hai cái tên được khán giả chờ đợi bởi những sản phẩm chất lượng cao. Lần cộng tác này là một bất ngờ lớn của cả hai. Theo dự tính ban đầu, nhạc phim là một ca khúc khác hoàn toàn và Thu Minh đã không tham gia được do quá bận rộn với các kế hoạch riêng. Thanh Bùi cho biết: "Ngay sau khi viết xong phần nhạc, người tôi nghĩ đến đầu tiên và duy nhất chính là Thu Minh". Việc thực hiện ca khúc này cũng gian truân không kém. Thu Minh thực hiện phần thu của mình ngay tại Praha, Cộng hoà Séc vì cô đang có công việc tại đây và trong khoảng thời gian rất ngắn. Cô cho biết: "Thật bất ngờ khi Thanh Bùi có thể chuẩn bị được một phòng thu cho tôi ngay tại nơi này. Tuy phải làm việc một mình hơi khó khăn một chút. Nhưng kết quả thật tuyệt. Tôi rất thích giai điệu của "Cứ Thế Mà Đi". Ngay khi được nghe bản demo, tôi đã đồng ý ngay."
Ca khúc hiện đang nhận được nhiều phản hồi tích cực từ khán giả yêu nhạc. Đặc biệt hơn, phần lời được nhạc sĩ Huy Tuấn – người có rất nhiều kinh nghiệm khi làm nhạc phim tại Việt Nam thực hiện và được nhóm sản xuất nhạc Mozart and Friends (là nhóm sản xuất số 1 thế giới, đã làm việc cùng các nghệ sĩ lớn quốc tế như P.Diddy, DMX, Snoop Dogg với rất nhiều ca khúc hit nổi tiếng trên thế giới) thực hiện khâu hậu kỳ mix và master. Hiện tại, phần MV của ca khúc đang được gấp rút thực hiện để ra mắt khán giả sớm nhất vào ngày 28/9/2013.

### Trở thành Main host củaMnet Asian Music AwardstạiViệt Nam
Năm 2017, Thu Minh đảm nhận vai trò host cho lễ trao giải Mnet Asian Music Awards 2017 tại Việt Nam, mở màn cho chuỗi sự kiện thuộc lễ trao giải MAMA. Theo chia sẻ từ BTC, vị trí host được lựa chọn phải là ngôi sao, biểu tượng âm nhạc hàng đầu, có sức ảnh hưởng trong nền công nghiệp giải trí nước sở tại. Những cái tên đình đám từng đảm nhiệm vị trí host mở màn MAMA đều là những gương mặt hàng đầu như: Bi Rain, Lee Byung Hyun, Lee Seung Ri. Đây cũng là lần đầu Thu Minh đảm nhận vị trí host trong một chương trình quan trọng, mang tầm quốc tế.
Ngoài ra, BTC còn dựa vào việc Thu Minh là một nhân vật có tác động tích cực đến cộng đồng với vai trò đại sứ của chương trình United for life thuộc Quỹ từ thiện Hoàng gia Anh nhằm kêu gọi bảo vệ động vật hoang dã trên phạm vi toàn cầu. Thu Minh cũng vinh dự là một trong 9 ngôi sao quốc tế được Liên Hiệp Quốc lựa chọn là đại sứ quảng bá cho chương trình Wild for life truyền cảm hứng cho hàng triệu người trên thế giới.

## Giọng hát
- Loại giọng: Light Lyric Soprano (Nữ cao trữ tình loại sáng)
- Quãng giọng: C3 - C#6 - C7 (4 quãng tám)
- Supported range (quãng hát hỗ trợ):

(Prime): G#3/A3 ~ Eb5 ~ A5/Bb5; 
(Sau prime): A3-C#5/D5~G5
- Quãng sáo (whistle voice): F6 ~ C7

## Học trò
- Bích Loan
- Hương Tràm
- Trúc Nhân
- Trang Pháp[25]
- Ali Hoàng Dương
- Trần Anh Duy
- Trần Tùng Anh

## Tai tiếng

### 2014: Dùng mật gấu tươi
Sáng 22/10/2014, một đoạn video lan truyền trên mạng ghi lại việc Thu Minh vô tư nói cười chia sẻ việc cô dùng mật gấu để trị chấn thương. Nữ ca sĩ còn nhấn mạnh cô mang mật gấu tươi trong giỏ xách để xoa bóp cho chân mau lành. Hành động này khiến cho dư luận lên án gay gắt khi Thu Minh đang là đại sứ bảo vệ động vật hoang dã tại Việt Nam.
Nữ ca sĩ đã lên tiếng phân trần, đoạn video này được quay vào năm 2011 khi cô đang tham gia Bước nhảy hoàn vũ. Trong quá trình tập luyện, chân tay bị bầm dập nhiều. Một fan đã gửi tặng cô lọ mật gấu đó và gợi ý rằng nó sẽ trị lành các vết bầm.
"Thu Minh của ba năm trước chỉ quan tâm và có sự hiểu biết hạn hẹp trong phạm vi chuyên môn ca hát của bản thân. Tôi cũng từng như nhiều người, bàng quan trước những câu chuyện về mật gấu, sừng tê giác, coi đó không phải là chuyện của mình". Nhưng bây giờ, Thu Minh cho biết, cô đã thay đổi, trưởng thành và nhận thức nhiều hơn những đúng, sai. Cô dành sự quan tâm và có hành động thiết thực để làm thay đổi những nhận thức sai lầm trong quá khứ. Và đó là lý do cô càng phải nhắc nhở bản thân tích cực hơn trong các chiến dịch vận động thay đổi ý thức của mọi người về vấn đề bảo vệ động vật hoang dã".

### 2016: Xây nhà
Vụ việc bắt đầu từ ngày 5/4/2016 khi nữ ca sĩ Thu Minh bất ngờ chia sẻ trên trang facebook cá nhân về những phiền toái khi mua 2 căn hộ penthouse chậm tiến độ tại dự án Léman Luxury Apartments do Công ty C.T Phương Nam, một thành viên của Tập đoàn C.T Group, làm chủ đầu tư. Các căn hộ hạng sang tọa lạc tại góc đường Nguyễn Đình Chiểu và Trương Định, ngay trung tâm quận 3, được khởi công vào tháng 3/2011, vừa mới hoàn tất khâu cất nóc trong quý I/2016. Theo cam kết trong hợp đồng, thời hạn bàn giao nhà là quý IV/2015 tuy nhiên, dự án bị chậm tiến độ khiến nữ ca sĩ mệt mỏi, đi từ quyết định thanh lý hợp đồng đến việc đâm đơn khởi kiện.
Đáp lại, ngay trong ngày 5/4, phía chủ đầu tư cũng có văn bản giải trình gửi đến các cơ quan báo chí, đồng thời cho biết sẽ kiện ngược lại nữ ca sĩ.
Trước phản ứng này, Thu Minh cho biết, cô rất bức xúc và cảm thấy tổn thương vì những chia sẻ trên mạng xã hội hoàn toàn đúng sự thật nhưng lại bị Công ty CT Phương Nam cáo buộc là thiếu trung thực. Vì vậy, vợ chồng cô quyết kiện đến cùng và sẽ đòi khoản tiền phạt bồi thường là 12 tỷ đồng chứ không phải 5,7 tỷ đồng như thoả thuận thanh lý trước đó.

### 2016: Trốn nợ
Ngày 10/5/2016, Công ty Gia Hân đã gửi đơn lên Phòng cảnh sát điều tra tội phạm về trật tự quản lý kinh tế và chức vụ (PC46) Công an Đồng Nai tố cáo Công ty Global Home (Cộng hòa Séc) nợ công ty này gần 20 tỷ đồng, bao gồm các đơn hàng đã giao và chưa nhận. Tại thời điểm ký kết các hợp đồng phát sinh tranh chấp thì ông Otto De Jager (chồng ca sĩ Thu Minh) là Tổng giám đốc Global Home.
Theo nội dung cuộc gặp giữa ông Otto với Hiệp hội mỹ nghệ và Chế biến gỗ TP HCM (Hawa) ngày 24/8, phía Global Home hứa sẽ giải quyết công nợ trong hai tuần. Cụ thể, ông Otto sẽ đích thân gặp các công ty để thỏa thuận giải quyết số nợ với các công ty, trong đó gồm: Gia Hân, Cửu Long và Vinafor Đà Nẵng.
Ngày 25/8/2016, sau khi bàn bạc và thỏa thuận, hai bên (Vinafor Đà Nẵng & Global Home) đã đi tới quyết định cuối cùng là Global Home chấp nhận thanh toán cho Vinafor Đà Nẵng một nửa số tiền nợ và tiếp tục cùng nhau hợp tác.
Riêng với Gia Hân, ông Otto cho rằng việc công ty này gây áp lực với ông và đặc biệt là với ca sĩ Thu Minh là chưa đúng. Ngoài ra, ông khẳng định có đầy đủ bằng chứng để chứng minh Gia Hân sai. Còn ông Nguyễn Hữu Ngọc (đại diện đơn vị TNHH Gia Hân) cho biết: Khi làm việc cùng nhau, Gia Hân có nhận được tiền cọc 10.000 USD từ Global Home nhưng trên thực tế, cứ hàng chuyển đi là lại có đơn hàng mới ngay nhưng phải 30-37 ngày công ty mới nhận được tiền trả. Tuy nhiên, số tiền trả không hết hoàn toàn mà luôn giữ lại một phần để gối đầu theo tỷ lệ 40/60. Khi bị đối tác đòi tiền thì phía Global Home gửi email trả lời sẽ họp để thương thảo, nhưng 3 tiếng sau lại gửi một email cho rằng Gia Hân không trả lời mail nên hủy gặp mặt. Thực tế, đây là cách mà Global Home đang áp dụng với nhiều doanh nghiệp Việt. Tuy nhiên, luật quốc tế chưa có điều khoản nào quy định thời gian trả lời như cách mà Global Home đưa ra.
Về phía Công ty cổ phần Cửu Long, Phó giám đốc Phan Tiến Đam cũng cho biết...Tháng 7/2013, Global Home đến đặt hàng, có khả năng giao được bao nhiêu thì cứ đăng ký và hợp đồng gửi cho công ty này giống hệt với Gia Hân. Vì tin tưởng nên công ty giao cho Global Home được 15 container. Sau đó vì ngân hàng thay đổi chính sách nên công ty đã đề nghị Global Home hỗ trợ và đơn vị này đồng ý cho giao hàng chậm, nhưng đến đơn hàng trị giá 119.000 USD thì phía Global Home gửi mail nói rằng phạt giao hàng chậm lên tới 122.000 USD.
Thu Minh chia sẻ: "Vụ việc kéo dài khoảng một năm nay và đặc biệt là mấy tuần gần đây nhưng tôi vẫn đứng đây và không làm gì hay có thái độ gì để ngăn chặn. Bởi tôi không có trách nhiệm hay vấn đề gì phải lẩn tránh. Với những hành vi vi phạm pháp luật bằng cách bôi nhọ danh dự Thu Minh, tôi chắc chắn sẽ nhờ sự can thiệp của luật sư. Trong việc làm ăn, giữa các công ty luôn có hợp đồng, điều khoản rõ ràng. Và mọi chuyện đúng hay sai cũng sẽ có pháp luật phân xử."

## Danh sách đĩa nhạc

### Album phòng thu
- Ước mơ (2001)
- Lời cuối (2003)
- Nếu như (2004)
- Tình em (2005)
- Thiên đàng (2006)
- I Do (2008)
- Giác quan thứ 6 (2010)
- Body Language (2011)

### Album tuyển tập
- The Best of Thu Minh (2011)
- Album Hit Remix (2017)

### EP
- Thiên đàng (Liveshow Bonus) (2007)

### Đĩa đơn (Single)
- Yêu mình anh (2012)
- Hot (2013)
- Where Did We Go Wrong (song ca với Thanh Bùi) (2013)
- Cứ thế mà đi (song ca với Thanh Bùi) (2013)
- Hangover (với DJ Wang Trần) (2015)
- Just Love (2015)
- Đừng yêu (2015)
- Love (2015)
- Nụ hoa tím (2016)
- Goodbye (2016)
- I Don't Believe (2017)
- Sợ (song ca với Hồ Ngọc Hà) (2017)
- Cô ấy sẽ không yêu anh như em (2018)
- Diva (#IAmDiva) (2019)

### MV
- Đừng tìm em nữa
- Phố cũ vắng anh
- Lời cuối
- Mưa rơi
- Taxi
- Đường cong
- Vừa đi vừa khóc
- Moving up
- It's over all
- Bóng mây qua thềm
- Cứ thế mà đi (2013)
- Where did we go wrong (2013)
- Đừng yêu (2015)
- Goodbye (2016)
- Vui như Tết (2015)
- Sợ (2017)
- Sống như ta hai mươi (2018)
- Hangover (2018)
- Cô ấy sẽ không yêu anh như em (2018)
- DIVA (#Iamdiva) (2019)
- Hai mươi hai (MV cover special) - New version (2022)
- Hạnh phúc máu (2022)

### Lyrics video/Audio
- Tình em mãi trao
- Đừng yêu
- Bóng mây qua thềm
- Just love
- Sau một bờ vai
- Taxi
- Ngàn thu áo tím
- Xinh
- Tell me why
- Bay
- Sợ
- Đường cong
- Hương thơm diệu kỳ
- Đêm nay anh ở đâu
- Xích lô
- Ngọc ngà Việt Nam
- Phố cũ vắng anh
- Where did we go wrong
- Vừa đi vừa khóc
- Cứ thế mà đi
- Nhớ anh
- Yêu mình anh
- Goodbye
- Bóng mây qua thềm
- I don't believe
- Love

### OST
- Yêu mình anh (OST Mùa hè lạnh) (2012)
- Cứ thế mà đi (OST Âm mưu giầy cao gót họn feat Thanh Bùi) (2013)
- Sau một bờ vai (OST Chí Phèo ngoại truyện) (2017)
- Hạnh phúc máu (OST Hạnh phúc máu) (2022)

### Cải lương
- Lan và Điệp

### Cover
- Hai mươi hai
- Tình yêu tôi hát
- Tình ca
- Có ai thương em như anh?
- Dưới ánh đèn sân khấu
- See tình
- Mashup Ai hát em nghe & Mong anh về
- Mashup Hoa cỏ mùa xuân & Thì thầm mùa xuân
- Mashup Bay & Đừng yêu & Yêu mình anh & Sống như ta 20
- Ngày mùa xuân vừa ghé
- Vui như tết (cùng Hà Lê)
- I have nothing
- Bên trên tầng lầu
- Chân ái
- Ánh sáng của đời tôi
- Vui như Tết
- Hẹn ước từ hư vô
- Khúc giao mùa (cùng Mỹ Linh)
- Cho em một ngày (cùng Thanh Lam)
- Liên khúc: Gái xuân & Chiều xuân
- Saving all my love for u (cùng Ngọc Anh 3A)
- I believe i can fly (cùng Sohyang)

## Chương trình truyền hình
| Năm         | Chương trình                        | Vai trò         |                      |
| ----------- | ----------------------------------- | --------------- | -------------------- |
| 2011        | Bước nhảy Hoàn vũ                   | Thí sinh        | Đăng quang quán quân |
| 2012        | The Voice                           | Giám khảo       |                      |
| 2013        | Vietnam Idol                        | Giám khảo       |                      |
| 2013        | Thử thách cùng bước nhảy            | Giám khảo       |                      |
| 2013 - 2014 | Đố ai hát được                      | Giám khảo       |                      |
| 2015        | Vietnam Idol                        | Giám khảo       |                      |
| 2015        | Hoa hậu Hoàn vũ Việt Nam            | Ca sĩ khách mời |                      |
| 2016        | Vietnam Idol                        | Giám khảo       |                      |
| 2016        | Khởi đầu ước mơ                     | Giám khảo       |                      |
| 2016        | Ca sĩ giấu mặt                      | Ca sĩ           |                      |
| 2017        | Chuyện tối nay                      | Khách mời       |                      |
| 2017        | The Voice                           | Giám khảo       |                      |
| 2017        | Bạn là ngôi sao                     | Giám khảo       |                      |
| 2017        | Giọng ải giọng ai                   | Ca sĩ           |                      |
| 2017        | Giải thưởng Keeng Young Awards 2017 | Giám khảo       |                      |
| 2018        | Steps 2 Fame                        | Giám khảo       |                      |
| 2018        | Giải thưởng Keeng Young Awards 2018 | Giám khảo       |                      |
| 2019        | Mister Việt Nam                     | Giám khảo       |                      |
| 2019        | Giọng ải giọng ai 4                 | Ca sĩ           |                      |
| 2022        | Giao lộ thời gian                   | Ca sĩ           |                      |
| 2022        | Cuộc hẹn cuối tuần                  | Ca sĩ           |                      |
| 2024        | Bài hát của chúng ta                | Thí sinh        |                      |

## Liveshow
1. Liveshow Thiên đàng (2006)
2. Liveshow Dấu ấn (2013)
3. Liveshow Phượng hoàng lửa - Fire Phoenix (2017)
4. Liveshow I Am Diva (2019)

## Diễn xuất
| Năm  | Tựa phim                 | Vai diễn   | Thể loại             |
| ---- | ------------------------ | ---------- | -------------------- |
| 2005 | Tình yêu còn mãi         | Ái         | Phim truyền hình     |
| 2008 | Cô gái xấu xí            | Chính mình | Phim truyền hình     |
| 2008 | Lan và Điệp              | Thúy Liễu  | Cải lương & kịch nói |
| 2011 | Anh chàng vượt thời gian | Lệ Liễu    | Phim truyền hình     |

## Giải thưởng

### Giải thưởng Âm nhạc Cống hiến
| Năm  | Hạng mục                | Đề cử cho                                | Kết quả | Tham khảo |
| ---- | ----------------------- | ---------------------------------------- | ------- | --------- |
| 2005 | "Chương trình của năm"  | Liveshow Giai điệu bạn bè                | Đề cử   | [ 32 ]    |
| 2007 | "Album của năm"         | Thiên đàng                               | Đề cử   | [ 33 ]    |
| 2007 | "Ca sĩ của năm"         | Thu Minh                                 | Đề cử   | [ 33 ]    |
| 2012 | "Ca sĩ của năm"         | Thu Minh                                 | Đề cử   | [ 34 ]    |
| 2012 | "Album của năm"         | Body Language                            | Đề cử   | [ 34 ]    |
| 2018 | "Chương trình của năm " | Liveshow Fire Phoenix - Phượng hoàng lửa | Đề cử   | [ 35 ]    |
| 2018 | "Ca sĩ của năm"         | Thu Minh                                 | Đề cử   | [ 35 ]    |
| 2020 | "Ca sĩ của năm"         | Thu Minh                                 | Đề cử   |           |
| 2020 | "Chương trình của năm"  | Liveshow I Am Diva                       | Đề cử   |           |
| 2020 | "Music Video của năm"   | "I Am Diva"                              | Đề cử   |           |

### Mnet Asian Music Awards
| Năm  | Hạng mục                     | Đề cử cho | Kết quả   | Chú thích |
| ---- | ---------------------------- | --------- | --------- | --------- |
| 2013 | Nghệ sĩ Châu Á xuất sắc nhất |           | Đoạt giải | [ 36 ]    |

### Bài hát Việt
| Năm  | Hạng mục            | Đề cử cho   | Kết quả   | Chú thích |
| ---- | ------------------- | ----------- | --------- | --------- |
| 2005 | Bài hát của tháng 9 | Mong anh về | Đoạt giải |           |
| 2006 | Bài hát của tháng 8 | Chuông gió  | Đoạt giải |           |

### Bài hát yêu thích
| Năm  | Hạng mục                  | Đề cử cho    | Kết quả   | Chú thích |
| ---- | ------------------------- | ------------ | --------- | --------- |
| 2013 | Bài hát yêu thích tháng 6 | Yêu mình anh | Đoạt giải | [ 37 ]    |
| 2013 | Bài hát yêu thích tháng 7 | Yêu mình anh | Đoạt giải |           |

### Album Vàng
| Năm  | Giải thường     | Hạng mục                     | Đề cử cho       | Kết quả   | Chú thích |
| ---- | --------------- | ---------------------------- | --------------- | --------- | --------- |
| 2007 | Album Vàng 2007 | Hòa âm tốt nhất              | Thiên Đàng      | Đoạt giải | [ 38 ]    |
| 2007 |                 | Album vàng tháng 1           | Thiên Đàng      | Đoạt giải | [ 39 ]    |
| 2008 | Album Vàng 2008 | Top Album của năm            | I do            | Đoạt giải | [ 40 ]    |
| 2010 | Album Vàng 2010 | Album ấn tượng tháng 11      | Giác quan thứ 6 | Đoạt giải |           |
| 2011 | Album Vàng 2010 | Ca sĩ thể hiện hiệu quả nhất |                 | Đoạt giải | [ 41 ]    |
| 2011 | Album Vàng 2010 | Top Album của năm            |                 | Đoạt giải | [ 41 ]    |

### Làn Sóng Xanh
| Năm  | Hạng mục                               | Đề cử cho       | Kết quả   | Chú thích |
| ---- | -------------------------------------- | --------------- | --------- | --------- |
| 2009 | Top 10 ca sĩ được yêu thích nhất       |                 | Đoạt giải |           |
| 2011 | Album của năm                          | Ngôn ngữ cơ thể | Đề cử     |           |
| 2011 | Top 10 ca sĩ được yêu thích nhất       |                 | Đoạt giải |           |
| 2012 | Top 10 ca sĩ được yêu thích nhất       |                 | Đoạt giải |           |
| 2017 | Top 5 ca sĩ được yêu thích - Bảng Vàng |                 | Đoạt giải |           |

### Các giải khác
1. Giải nhất Tiếng hát Truyền hình Thành phố Hồ Chí Minh năm 1993 [42]
2. Giải Ca sĩ được yêu thích nhất tại Liên hoan giọng ca vàng ASEAN 2011
3. Giải Bạc Liên hoan giọng ca vàng ASEAN 2011 cho dòng nhạc nhẹ với bài "I have nothing"
4. Giải Vàng Liên hoan giọng ca vàng ASEAN 2011 cho dòng nhạc dân ca với bài "Bóng cây Kơnia"
5. Giải nhất Bước nhảy hoàn vũ 2011 với danh hiệu Nữ hoàng khiêu vũ[43]
6. Giải thưởng Nghệ sĩ danh dự của Yan VPOP 20 cho năm 2012 (25/12/2012) [44]
7. Giải thưởng Nghệ sĩ tiêu biểu của năm (2013) của Tạp chí Mốt & Cuộc sống [45]
8. Quán quân Our song - Bài hát của chúng ta 2024[46]

## Chương trình, sự kiện lớn
- 2002: Làn sóng xanh
- 2004: Chương trình Giai điệu bè bạn
- 2008: Thu Minh tham gia vở cải lương Lan và Điệp trong đó Thu Minh đóng vai cô nàng đanh đá Thuý Liễn còn Cẩm Ly dịu hiền với vai Lan. Vở diễn đã gây được tiếng vang trên sân khấu thời bấy giờ.[47]
- 2009: Em Đẹp Nhất Đêm Nay (You Are Most Beautiful Tonight) Music Gala[48]
- 2009: Vân Sơn 48
- 2009: Diva's night 1 và 2 (My Le liveshow)
- 2011: Liên hoa Giọng ca Vàng truyền hình ASEAN
- 1/2012: Duyên Dáng Việt Nam lần thứ 19 (Charming Vietnam)
- 2012: Số phận (Destiny) (Đàm Vĩnh Hưng liveshow)
- 6,7,9 2012: Sea Show
- 24/11/2012: K-Pop Global Concert MO.A (Most Amazing) - Giao lưu hữu nghị Việt-Hàn lần thứ 20
- 5-6/12/2012: Red Revolution tại Hanoi
- 8/12/2012: Âm nhạc và Bước nhảy tháng 12; sự kiện Mobilefone tại Nhà hát Hòa Bình
- 15/12/2012: Sự kiện Mobilefone (song ca cùng Mỹ Tâm và Uyên Linh)
- 19-20/12/2012: Red Revolution tại Thành phố Hồ Chí Minh
- 20/12/2012: Làn Sóng Xanh Kỉ niệm 15 năm (song ca cùng Hồng Nhung)
- 13/1/2013: Chiến thắng của Hương Tràm (đội Thu Minh) - ngôi quán quân Giọng hát Việt (mùa 1); Thu Minh song ca cùng Hương Tràm với "Đường cong"
- 2013: Mnet Asian Music Awards
- 2016: Gala nhạc Việt
- 2016: VTV Awards
- 2016: Zing Music Awards
- 2016: Liveshow Sky connection
- 2017: Xuân phát tài 6
- 2017: The power of love
- 2017: Ella Style Awards
- 2017: Thu Minh làm giám khảo giải thưởng âm nhạc danh giá Keeng Young Awards[31]
- 2017: Thu Minh làm Main host cho lễ trao giải quốc tế Mnet Asian Music Awards và mở màn cho chuỗi sự kiện thuộc lễ trao giải này[24]
- 2018: Gala nhạc Việt
- 2018: Thu Minh tiếp tục làm giám khảo giải thưởng âm nhạc danh giá Keeng Young Awards[31]
- 2019: Gala nhạc Việt
- 2019: Vietnam all stars band
- 2020: Gala nhạc Việt
- 2021: V heartbeat the gateway to ASIA
- 2022: Cuộc hạn cuối tuần
- 2022: Chương trình Xuân hạ thu đông
- 2022: TikTok Gala Night
- 2022: Miss World
- 2022: VTV Awards
- 2023: Gala nhạc Việt
- Và nhiều chương trình, sự kiện lớn khác

## Đời tư
Thu Minh có ít bạn tâm giao trong nghề, hai người đó là ca sĩ Minh Tú trong ban nhạc nữ Tam ca Áo trắng nổi tiếng một thời và ca sĩ Mỹ Lệ (con gái nhạc sĩ Hoàng Sông Hương). Ngoài ra, một số bạn bè thân thuộc trong giới nghệ thuật của cô bao gồm Đoan Trang, Nathan Lee, Đức Tuấn, Đàm Vĩnh Hưng, Phương Thanh... Tên thân mật của cô là Cat hoặc Mèo. Trong số các ca sĩ nữ cùng thời Thu Minh sở hữu vóc dáng của diễn viên múa ballet và chiều cao ưu thế hơn các ca sĩ đồng lứa: 1m62.
Thu Minh từng có mối tình đầu kéo dài hơn 8 năm với nhạc sĩ hòa âm Hoài Sa, hai người gặp và gắn bó với nhau sau nhiều buổi biểu diễn chung trên sân khấu khi Thu Minh (17 tuổi) mới chập chững bước chân vào nghiệp cầm ca còn Hoài Sa đang chơi đàn cho ban nhạc. Những nghệ sĩ trong nghề từng ví von cặp đôi vàng như "Kim đồng ngọc nữ" của làng nghệ thuật Việt bấy giờ.Thu Minh từng thẳng thắn thừa nhận cô quen mối tình thứ hai trước khi chia tay Hoài Sa và cô cho rằng đây là cách cư xử không đúng khi phũ phàng và gây tổn thương cho mối tình đầu. Nhưng điều đó cũng đã giúp cô không lặp lại sai lầm của mình sau này. Hoài Sa thừa nhận sau 3 năm tránh mặt, anh nhận ra lý do Thu Minh ra đi vì lối sống "lêu bêu", "không ổn định" của mình. Hoài Sa cũng dành lời khen Thu Minh là người phụ nữ "rất biết lo xa, thông minh, thành đạt", "đàng hoàng và nghiêm túc trong lựa chọn [tình yêu]" nên "chỉ người chân thật mới giành được tình cảm".
Ngày 21 tháng 12 năm 2012, trả lời báo chí về tin đồn đám cưới từ 2 tháng trước tại nước ngoài, Thu Minh xác nhận thời điểm này có thể nói rằng cô đã có chồng và đã đeo nhẫn cưới. Nhiều nguồn tin báo chí khẳng định tin tức này khi Thu Minh đang dần thay đổi hình ảnh thêm nữ tính đằm thắm và trên tay xuất hiện một chiếc nhẫn trơn kiểu nhẫn cưới trên ngón áp út, được xác nhận cùng là một cặp với chiếc trên tay vị hôn phu. Thu Minh cũng nhận định "nếu mọi người trông chờ một đám cưới rình rang mà truyền thông quan tâm thì không có đâu... Đám cưới của cô diễn ra ở một nơi yên tĩnh, chỉ có gia đình, họ hàng...". Nhiều nguồn tin cũng cho biết do mức độ giao thiệp trong giới nghệ sĩ của Thu Minh không rộng rãi và sự kín tiếng của cô trong chuyện tình cảm nên việc báo chí không nắm được thông tin trên là điều dễ hiểu
Tháng 10 năm 2013, Thu Minh là nghệ sĩ - ngôi sao đầu tiên của Việt Nam xuất hiện công khai ủng hộ hôn nhân đồng giới tại Việt Nam với logo ủng hộ cuộc vận động do Cồng Đồng LGBT Việt Nam tổ chức, góp phần chung vào cuộc vận động của Cộng đồng LGBT trên toàn thế giới. Trước Thu Minh, phóng viên Một Thế giới đã liên hệ với vài ngôi sao nhưng họ đều từ chối vì lý do nhạy cảm hoặc không đồng ý. Tuy nhiên khi đề cập vấn đề chụp ảnh "Tôi Đồng Ý" với Thu Minh, cô không những nhanh chóng sẵn sàng chụp mà còn bức xúc thay cộng đồng người đồng tính. Ngay sau khi chụp ảnh với logo "Tôi Đồng Ý" và thể hiện sự ủng hộ của mình, Thu Minh còn muốn gửi đi một thông điệp đến những người vẫn còn đang e dè: "Nếu như họ đến với nhau bằng tình cảm thật thì chúng ta không có lý do gì để phản đối cả. Mỗi một người khi sinh ra đều không thể tự lựa chọn giới tính cho mình. Trên thực tế, người đồng tính không có gì khác biệt với chúng ta. Họ cũng sống và cống hiến rất nhiều cho xã hội.Tôi hoàn toàn ủng hộ việc kết hôn đồng giới được thông qua ở Việt Nam. Tôi có rất nhiều bạn bè, đồng nghiệp và cả các fan hâm mộ là người đồng tính. Với tôi, họ là những người bạn tuyệt vời. Họ rất dễ thương, tài năng và óc sáng tạo rất cao. Nếu như họ được sống thoải mái hơn, được có quyền tự do yêu thương và đi đến hôn nhân thì biết đâu những tài năng đó của họ sẽ lại càng được phát huy nhiều hơn? Đã đến lúc, chúng ta nên trả lại cho người đồng tính những gì họ xứng đáng được nhận từ khi sinh ra là một con người."
Tháng 10 đến tháng 11 năm 2014, dựa trên quan sát của giới truyền thông về ngoại hình thay đổi khác lạ ở cô và một số tin đồn, Thu Minh đang mang bầu tháng thứ 3 sau hơn 2 năm kết hôn cùng chồng Otto. Mặc dù Thu Minh, vốn nổi tiếng kín kẽ về đời sống cá nhân với giới truyền thông, liên tục không đưa ra khẳng định hay phủ nhận, đông đảo khán giả đều hiểu và gửi những lời chúc tới cô ca sĩ viên mãn hạnh phúc nhất nhì làng giải trí Việt này.

## Tranh cãi
Tháng 3 năm 2011, Uyên Linh cover lại bài "Đường cong" của Thu Minh và thể hiện rất thành công. Tuy nhiên, Uyên Linh đã vi phạm bản quyền tác giả khi thể hiện ca khúc này ở sân khấu ngoài cuộc thi Vietnam Idol nhưng không thông báo với nhạc sĩ Nguyễn Hải Phong. Ca khúc được sáng tác riêng cho ca sĩ Thu Minh và bản quyền ca khúc nằm trong tay Thu Minh và nhạc sĩ. Sau khi quản lý của Thu Minh thông báo cho Uyên Linh về sự việc này, Uyên Linh đã trực tiếp xin lỗi và hứa không sai phạm. Thu Minh ghi nhận lời xin lỗi của Uyên Linh và rộng lòng tha thứ, bỏ qua kiện tụng: "Chỉ cần cô ấy (Uyên Linh) rút kinh nghiệm bởi vì con đường của cô ấy còn rất dài, còn rất nhiều thứ đang đợi cô ấy ở phía trước". Ngày 15 tháng 1 năm 2012, Uyên Linh đang trình diễn thì bất ngờ mời Thu Minh từ dưới khán đài lên cùng song ca với cô ca khúc hit "Bay" của Thu Minh và nhạc phẩm "Tell him" trong chương trình "Gala giải thưởng Video âm nhạc Việt – VMVC". Họ đã khiến khán giả bất ngờ với mối quan hệ thân thiết này và nồng nhiệt phiêu theo bài hát.
Trong thời gian tham gia Bước nhảy hoàn vũ 2011, một số khán giả bất bình và nghi ngờ Thu Minh đã vi phạm bản quyền ý tưởng một video clip của hai vũ công Bulgari trong phần thi điệu Samba của mình. So sánh cho thấy hai bài biểu diễn có sự tương đồng về ý tưởng con chim - người thợ săn và trang phục biểu diễn. Tuy nhiên, hai giám khảo chuyên môn của cuộc thi kiêm kiện tướng dancesport Việt Nam Khánh Thi và Chí Anh đều khẳng định "nói Thu Minh đạo ý tưởng bài nhảy của 2 vũ công nổi tiếng thế giới Max Kozhevnikov & Yulia Zagoruychenko thì thực sự quá oan ức cho cô". Theo Chí Anh, trong loại hình khiêu vũ không bao giờ có định nghĩa từ "đạo" ý tưởng hay "đạo" bước nhảy bởi vì các điệu nhảy thường giống nhau. Sự bắt chước là cần thiết cho sự học hỏi. Anh nhấn mạnh "điều quan trọng hơn, là làm sao ứng dụng điệu nhảy bắt chước đó phù hợp, mang sắc thái riêng của từng người".
Ngày 22 tháng 4 năm 2012, trong chương trình Ngàn sao hội tụ được tổ chức tại sân khấu Cầu vồng 126 (Thành phố Hồ Chí Minh), Thu Minh đã xuất hiện trong một bộ trang phục được cho là " mát mẻ ". Sự việc này đã mang đến chút rắc rối cho nữ ca sĩ. Ngày 14 tháng 5 năm 2012, Sở VHTT&DL TP HCM đã xử phạt 3,5 triệu đồng ca sĩ Thu Minh theo điều 16 khoản 1 điểm c của Nghị định số 75/2010/NĐ-CP ngày 12 tháng 7 năm 2010 của Chính phủ quy định xử phạt vi phạm hành chính trong hoạt động văn hóa. Về sự việc này, Thu Minh thừa nhận do "Sơ suất của tôi là đã chọn cho mình một trang phục không an toàn để trình diễn chứ không hẳn là phản cảm." Cô cảm thấy "Tiếc và buồn vì vẫn luôn tự hào mình đã gây dựng được một lý lịch "sạch" trong 20 năm làm nghệ thuật." Đây là một sự cố đáng tiếc trong sự nghiệp biểu diễn khá thành công của ca sĩ Thu Minh.
Đối mặt với tin đồn chương trình Giọng hát Việt và Giám đốc âm nhạc Phương Uyên bị tố dàn xếp kết quả vào tháng 9 năm 2012, Thu Minh trực tiếp lên tiếng trấn an khán giả đầu tiên. Cô trấn an khán giả hãy yên tâm và mọi chuyện chỉ là "tình ngay lý gian". Thu Minh cũng khuyên khán giả "chuyện gì cũng có nhiều góc độ suy xét về một sự việc nên hãy là những người hiểu biết, điềm tĩnh và lạc quan để thấy cuộc sống này tươi đẹp, sống có ý nghĩa và thanh thản chứ đừng vội mất niềm tin hay vạch lá tìm sâu cho hả lòng hả dạ".
Khi đối mặt với vụ việc của Đàm Vĩnh Hưng-Thanh Lam-Hồ Ngọc Hà hồi tháng 8 năm 2012, phần đông khán giả ủng hộ phản hồi từ Thu Minh. Thu Minh bộc bạch diva Thanh Lam là một "hình mẫu mà bao thế hệ ca sĩ đàn em phải học tập trong đó có bản thân cô", cô dành "sự ngưỡng mộ, trân trọng cho giọng hát thiên bẩm cũng như khả năng chuyên môn và cả tính bộc trực" của ca sĩ đàn chị này. Với Đàm Vĩnh Hưng, "anh là một người anh đồng nghiệp rất cá tính trong giọng hát, nhạy bén với thị hiếu số đông để có sự thành công không phải ai cũng có được như anh trong sự nghiệp của mình". Ở Hồ Ngọc Hà có "sự thông minh sắc sảo, cố gắng khẳng định bản thân và cách làm việc nghiêm túc, chuyên nghiệp mà ngay cả cô cũng phải học"..
Thu Minh kết luận cô không muốn mổ xẻ thêm vấn đề vì với cô cả ba người đều có những vũ khí riêng mà khi cộng vào sẽ làm nên một sự hoàn hảo. Cô nhấn mạnh điều quan trọng là "Chúng tôi đều là đàn em của chị Thanh Lam. Có sự thành công của chị cho nhạc nhẹ Việt Nam vào những ngày tháng đặt nền móng mới có sự thành công của chúng tôi hôm nay. Nên, sự tôn trọng dành cho chị là điều nhất thiết phải có. Vậy, hãy cảm ơn chị vì những lời nói góp ý cho dù có sự là tổn thương. Sự tổn thương sẽ là động lực để khẳng định bản thân mình trong những ngày sắp tới."  Sự chín chắn, sắc sảo và thông minh trong ứng xử cũng như thể hiện quan điểm của Thu Minh đã khéo léo chiếm được tình cảm của nhiều khán giả.
Sau cuộc thi Giọng hát Việt, dư luận và giới truyền thông lại một lần nữa bày tỏ thán phục với tài năng của Thu Minh và xưng tụng "diva là đây, chính Thu Minh chứ đâu". Câu chuyện tranh cãi về danh hiệu "diva thứ 5" có nên hay không nên dành cho Thu Minh hay không lại tiếp diễn. Thu Minh vẫn giữ vững lập trường của mình từ năm 2005 khi được hỏi về chuyện cô đã không nhận danh hiệu Diva ở cuộc bình chọn "Diva Thế hệ Mới 2005" do Giai Điệu Xanh tổ chức. Khi đó, cô cũng phát biểu "e rằng chưa xứng đáng". Đối với Thu Minh của hiện tại, cô cũng thẳng thắn nhận xét rằng "trên thế giới thì diva là danh từ để ca ngợi sự đẳng cấp trong giọng hát, đặc biệt là sự đóng góp tạo nên những bài hát, xu hướng âm nhạc cũng như những cá tính và âm sắc rất riêng như một sự học hỏi cho thế hệ sau. Vậy là đủ, còn chuyện đời tư, tư cách, cá tính lập dị hay nghiện ngập như Whitney Houston thì không bàn tới". Cô cũng đưa ra những nhận xét thẳng thắn và khách quan về khả năng của mình, tuy nhiên vẫn kết luận rằng thích được gọi là "Người đương thời" hơn cả bởi "diva đâu phải ai cũng thích và có thẩm quyền công nhận". Cô ca sĩ Thu Minh cuối cùng tâm sự lạc quan rằng "không phải là diva cũng vẫn có rất nhiều sự ủng hộ và yêu mến nên đừng quá quan tâm đến vấn đề này" và cô cũng không muốn khán giả tiếp tục bàn tán sâu vào một vòng luẩn quẩn và phức tạp này thêm nữa.